# Idaea ruficostaria
Idaea ruficostaria là một loài bướm đêm trong họ Geometridae.